# Szlafmyca starego kawalera
Szlafmyca starego kawalera (duń. Pebersvendens Nathue) – baśń literacka autorstwa Hansa Christiana Andersena, wydana po raz pierwszy w Kopenhadze w marcu 1858 roku.
Duńskie słowo Pebersvendens w tytule, oznaczające starego kawalera, jest złożeniem słów peber (pieprz) oraz svend (czeladnik, kawaler). Bohater baśni faktycznie jest sprzedawcą pieprzu i starym kawalerem.

## Publikacja
Andersenowska baśń literacka Szlafmyca starego kawalera została po raz pierwszy opublikowana 2 marca 1858 roku w Kopenhadze przez wydawnictwo C.A. Reitzel w antologii Nowe baśnie i opowieści. Pierwsza seria. Pierwsza kolekcja. 1858 (duń. Nye Eventyr og Historier. Første Række. Første Samling. 1858). W katalogu dzieł Hansa Christiana Andersena autorstwa B.F. Nielsena baśń opatrzona jest numerem 769. Utwór został wznowiony za życia pisarza dwukrotnie: w 1867 i 1870 roku. Serię ilustracji do baśni przygotował w 1866 roku Lorenz Frølich.
W baśni pojawia się szereg motywów zaczerpniętych z podań i historii Turyngii. Pisarz odwiedził zarówno Eisenach jak i Weimar, w których po części toczy się akcja utworu. Wspomniane zostają takie postacie, jak: Elżbieta z Turyngii, Tannhäuser, bogini Wenus, Tristan i Izolda. Ważną rolę w opowiadaniu odgrywa owocujące drzewo jabłoni.

## Polskie przekłady
Baśń została przetłumaczona na język polski:
- 1901 – Szlafmyca starego kawalera: Maria Glotz (tłum.): Nowe powieści czarodziejskie Andersena. T. 2. Warszawa. Brak numerów stron w książce
- 1931 – Szlafmyca starego kawalera: Stefania Beylin (tłum.): Baśnie. Warszawa. Brak numerów stron w książce
- 2006 – Szlafmyca starego kawalera: Bogusława Sochańska (tłum.): Baśnie i opowieści. Tom II 1852–1862. Poznań. s. 169–179. ISBN 978-83-7278-194-9. (z oryginału duńskiego)

## Fabuła
Streszczenia dokonano na podstawie wersji duńskiej.
Handel w Kopenhadze prowadzą niemieccy kupcy z Bremy i Lubeki. Wysyłają oni swoich czeladników, którzy mieszkają w małych domkach na Hyskenstræde. Sprzedają głównie niemieckie piwo i przyprawy: szafran, anyż, imbir i przede wszystkim pieprz. Od pieprzu pochodzi przydomek „pebersvend”, czyli „pieprzny kawaler”. Czeladnikom nie wolno się żenić i często starzeją się samotni. Sami muszą o siebie dbać, sprzątać i pilnować ognia. Z czasem słowo „pebersvend” zaczyna oznaczać w ogóle starego kawalera.
Ludzie żartują z takich kawalerów i mówią, że powinni już założyć szlafmycę i iść spać. Na Hyskenstræde unosi się w powietrzu zapach przypraw. Najstarszy ze sprzedających, Anthon, chodzi wciąż w szlafmycy. Wieczorami siedzi samotnie w swojej budce, recytuje psalmy z modlitewnika lub pracuje w ciszy. Ulicę oświetla nocą tylko jedna lampka przy obrazie Matki Bożej.
Anthon pragnie zasnąć, ale wspomnienia zaczynają go dręczyć, bolesne obrazy pojawiają się w jego myślach. Wspomina lasy bukowe koło Wartburga, które wydają mu się piękniejsze niż buczyny w Danii. Widzi siebie jako chłopca i małą dziewczynkę Molly, córkę burmistrza, z którą się bawi. Sadzą jabłonkę, która z czasem staje się symbolem ich przyjaźni.
Molly odjeżdża jednak wraz z ojcem do Weimaru. Anthon otrzymuje od niej tylko dwa listy w ciągu kilku lat. Każde wspomnienie o niej wywołuje łzy. Mężczyzna wyrusza konno do Weimaru, by odwiedzić Molly. Chociaż jest dobrze przyjęty, czuje się obco i nieswojo, nie rozumie sytuacji ani swoich odczuć. Molly mówi mu otwarcie, że nie kocha go. Dodaje, że wszystko się zmieniło i nie chce, by Anthon był jej wrogiem.
Mężczyzna wraca do rodzinnego Eisenach. W złości chce zniszczyć jabłoń, która przypomina mu o Molly. Ostatecznie jednak tego nie robi. Zapada na zdrowiu. Jego ojciec traci majątek. Anthon bierze odpowiedzialność za rodzinę, musi zarobić na jej utrzymanie. W Bremie poznaje trudy życia. Z czasem staje się pokorny i pogodzony z losem. Po latach wraca do rodzinnego Eisenach i widzi jabłoń, która przetrwała i owocuje. Odczytuje to jako znak nadziei i wybaczenia. Bogaty pracodawca z Bremy wysyła Anthona do Kopenhagi, zabraniając ożenku. Anthon gorzko śmieje się z tego zakazu.
Nadejście ostrej zimy sprawia, że ludzie nie wychodzą z domów. Przez dwa dni nikt nie zauważa, że Anthon nie otwiera swojego kramu. Anthon leży osłabiony w łóżku, nie mogąc się podnieść. Odczuwa pragnienie. Czuje się opuszczony i jakby wykluczony ze świata. Nikt nie przychodzi mu z pomocą. W myślach wraca do świętej Elżbiety z Turyngii, patronki swojej ojczyzny. Przypomina sobie jej dobroć, troskę o ubogich i cud przemiany jedzenia w róże. Święta Elżbieta pojawia się w jego wizji przy łóżku. Nad nim kwitnie jabłoń, którą zasadził z Molly. Opadające liście chłodzą jego czoło i przynoszą ukojenie. Mężczyzna zasypia.
Rano sąsiedzi znajdują go martwego, a jego zdjęta szlafmyca wypełniona jest łzami, snami i wspomnieniami.

## Galeria

Ilustracje baśni Szlafmyca starego kawalera
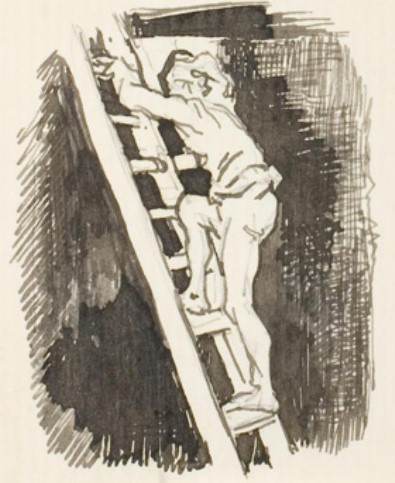
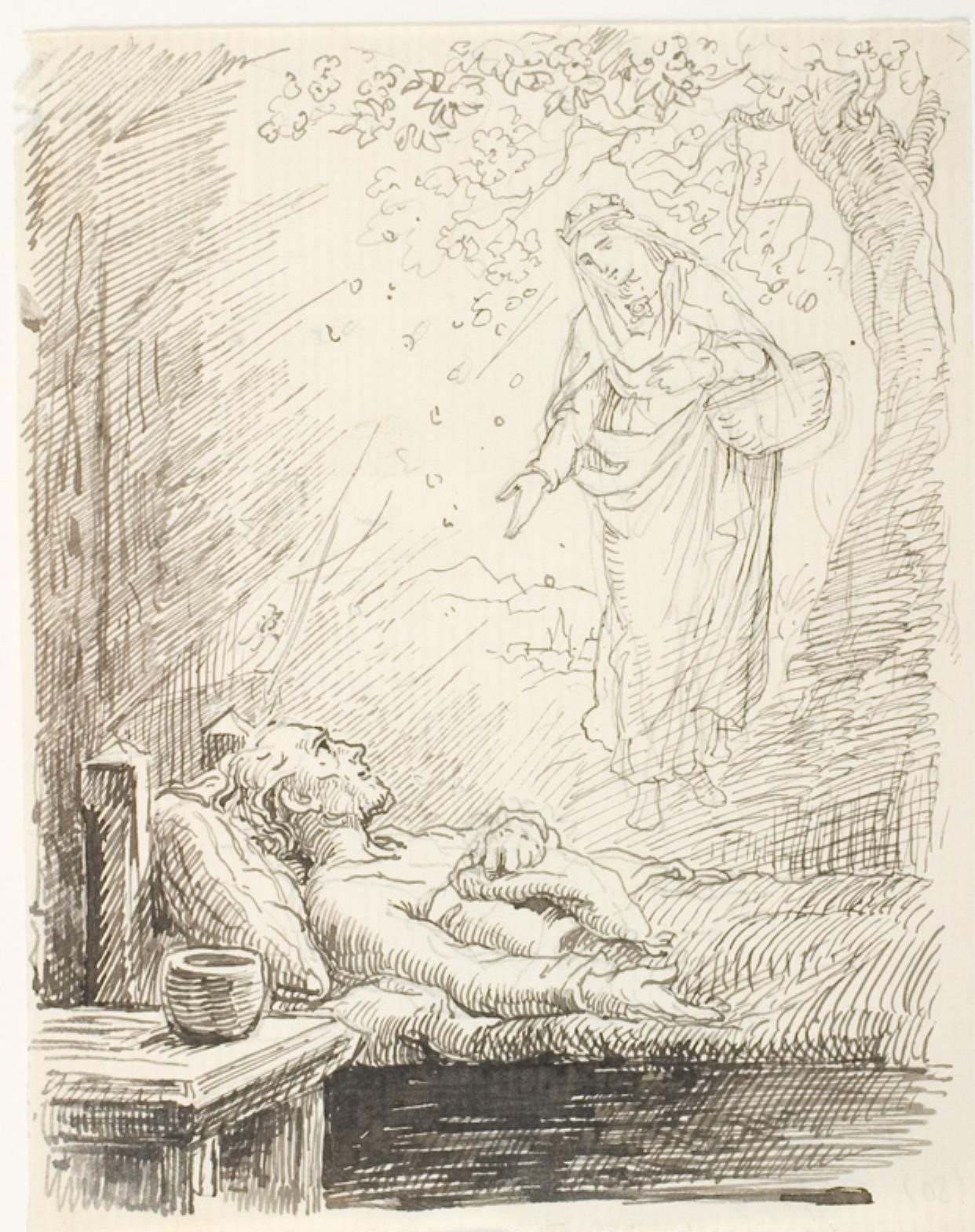